# Baris
Els baris són una ètnia que habita la regió de Lado, que fou inclosa en el Sudan el 1910. Els britànics tenien arrendat el territori a l'Estat Lliure del Congo des del 1894 però s'estipulà el 1896 que l'arrendament acabada a la mort del rei, el que es produí el 1910, en el moment del qual Lado fou inclòs al Sudan. Els baris parlen la llengua bari.
L'ètnia bari està constituïda per 572.000 persones de les quals 472.000 viuen al Sudan del Sud. Un 80.000 viuen a Uganda, i un 19.000 a la República Democràtica del Congo.

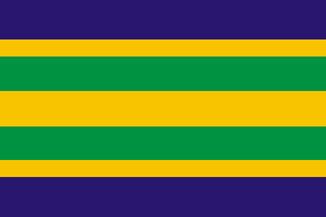
Bandera nacional dels baris (la bandera del regne inclou l'emblema al centre)

El poble dels bari reclama la independència per al seu territori i s'han reorganitzat en el seu tradicional regne anomenat Regne de Lado. La independència fou oficialment declarada l'1 de gener del 2000 pel rei (Agofe) Onzima II, John Bart Agami d'acord amb la resolució 1514 de l'ONU de 14 de desembre de 1960 i resolució 43/47 del 22 de novembre de 1988, però no és internacionalment reconeguda. El poble bari històricament han estat atacats per traficants d'esclaus, i obligats a anar a camps de treball i s'utilitzen com a carregadors per transportar els ullals d'ivori. Les dues guerres civils del Sudan (Primera guerra civil sudanesa 1955-1973; Segona guerra civil sudanesa 1983-2005) també han afectat la seva societat, i la seva dinàmica econòmica i financera. Han hagut de recollir les armes per defensar les seves terres contra els traficants d'esclaus, els saqueig i els guerrers.
Tradicionalment, els baris han cregut en un déu totpoderós i amb l'existència de poderosos esperits (del bé i del mal). Avui en dia, la població Baris està composta majoritàriament per cristians (catòlics i protestants) i musulmans.
Antigament els baris celebraven cerimònies d'iniciació. Els nens i nenes se se'ls extreia a l'extreia les dents inferiors. Les noies, a més té tatuatges al voltant de la zona del ventre, la falda, la part de darrere, i la cara en forma de fletxa de formes, o simplement flors.